# John Cushnahan
John Walls Cushnahan (ur. 23 lipca 1948 w Belfaście) – północnoirlandzki i irlandzki polityk, nauczyciel, samorządowiec, od 1989 do 2004 deputowany do Parlamentu Europejskiego III, IV i V kadencji.

## Życiorys
Kształcił się w St. Mary's Christian Brothers' Grammar School, następnie studiował na Queen's University Belfast. Pracował w zawodzie nauczyciela. Zaangażował się w działalność Partii Sojuszu Irlandii Północnej. Był sekretarzem generalnym (1974–1982), przewodniczącym (1982–1984) i liderem (1984–1987) tego ugrupowania. Od 1977 do 1985 sprawował mandat radnego miejskiego w Belfaście. W latach 1982–1986 posłował do Zgromadzenia Irlandii Północnej, w którym przewodniczył komisji edukacji. W 1987 zrezygnował z funkcji partyjnych.
John Cushnahan przeniósł się wkrótce do Irlandii. W wyborach europejskich w 1989 po raz pierwszy z ramienia Fine Gael został posłem do Parlamentu Europejskiego. Skutecznie ubiegał się o reelekcję w 1994 i 1999. Należał do grupy chadeckiej, pracował głównie w Komisji Spraw Zagranicznych, Praw Człowieka, Wspólnego Bezpieczeństwa i Polityki Obronnej, dwukrotnie pełnił funkcję wiceprzewodniczącego komisji Europarlamentu. W PE zasiadał nieprzerwanie przez 15 lat, reprezentując go także w Konwencie Europejskim.
Był później członkiem zarządu organizacji Co-operation Ireland, działającej na rzecz pokoju i pojednania.